# آنرود جوناوت
آنرود جوناوت (انگلیسی: Anerood Jugnauth؛ (زادهٔ ۲۹ مارس ۱۹۳۰ – درگذشتهٔ ۳ ژوئن ۲۰۲۱) یک سیاست‌مدار اهل موریس و نخست‌وزیر سابق این کشور بود. وی از اکتبر ۲۰۰۳ تا مارس ۲۰۱۲ رئیس‌جمهور موریس بود.